# Nathalie Cahoreau
Pour les articles homonymes, voir Cahoreau.
Nathalie Cahoreau est une pongiste française née le 27 septembre 1986 à Mayenne. 
Elle joue en dernier lieu à Mulhouse en championnat de France Pro B de tennis de table. 
Elle commence le tennis de table à cinq ans. Elle devient championne de France benjamine en 1997. À treize ans, elle intègre le pôle France de Nantes. C'est à cette époque qu'elle évolue au Roche Vendée Tennis de table. Elle devient championne de France cadette en 2001. Elle intègre par la suite l'INSEP. Rejoignant le club de Mondeville, elle fait ses premiers pas en équipe de France. Elle enchaîne les Protours et grimpe dans les 200 meilleures joueuses mondiales. Elle est, à cette période, entraînée par Rozenn Yquel. Mais des blessures freinent sa carrière. Elle rejoint donc Serris en 2009, puis Mulhouse en 2011 pour relever un nouveau challenge sportif.

## Palmarès
- 2006 :
  - Médaille de Bronze Simple – Open Safir à Orébro

- 2005 :
  - Médaille de Bronze Simple – Class 1 - Open Safir à Orébro

- 2004 :
  - Médaille de Bronze Double (avec L. Phaï-Pang) – Championnats d’Europe Jeunes – Budapest
  - Médaille d’Or Double (avec L. Phaï-Pang) – Open de Suède
  - Médaille de Bronze (avec L. Phaï-Pang) – Open de Slovénie
  - Médaille de Bronze Simple Juniors - Championnats de France Juniors – Tours
  - Championne de France Double Juniors (L. Phaï-Pang) – Tours

- 2003 :
  - Médaille d’Argent Double (avec Carole Grundisch) – Open d’Égypte
  - Médaille d’Argent par Equipes (avec C. Grundisch) – Open d’Égypte
  - Médaille d’Argent Simple – Pro-Tour Juniors en Égypte
  - Médaille d’Or Simple – Internationaux Jeunes du Portugal
  - Quarts de Finale Double (avec C. Grundisch) - Championnats de France Seniors – Mulhouse
  - Médaille de Bronze Simple Juniors - Championnats de France Juniors - Valence
  - Médaille de Bronze Double Juniors (L. Phaï-Pang) – Championnats de France Juniors – Valence